# Zagórów
Zagórów este un oraș în Polonia.